# Protoneura
Protoneura is een geslacht van libellen (Odonata) uit de familie van de Protoneuridae.

## Soorten
Protoneura omvat 21 soort:
- Protoneura ailsa Donnelly, 1961
- Protoneura amatoria Calvert, 1907
- Protoneura aurantiaca Selys, 1886
- Protoneura calverti Williamson, 1915
- Protoneura capillaris (Rambur, 1842)
- Protoneura cara Calvert, 1903
- Protoneura corculum Calvert, 1907
- Protoneura cupida Calvert, 1903
- Protoneura dunklei Daigle, 1990
- Protoneura klugi Cowley, 1941
- Protoneura macintyrei Kennedy, 1939
- Protoneura paucinervis Selys, 1886
- Protoneura peramans Calvert, 1902
- Protoneura rojiza González, 1992
- Protoneura romanae Meurgey, 2006
- Protoneura sanguinipes Westfall, 1987
- Protoneura scintilla Gloyd, 1939
- Protoneura sulfurata Donnelly, 1989
- Protoneura tenuis Selys, 1860
- Protoneura viridis Westfall, 1964
- Protoneura woytkowskii Gloyd, 1939